# Wilbär
Wilbär és un os polar que nasqué en captivitat al Zoo de Wilhelma a Stuttgart (Alemanya), el dia 10 de desembre del 2007. Wilbär feu la seva primera aparició en públic el 15 d'abril del 2008, nedant al costat de la seva mare. El nom de Wilbär és una combinació del nom del zoo amb la paraula alemanya per dir "ós". Els encarregats del zoo han registrat el nom com a marca registrada. Al maig del 2009, Wilbär abandonà el zoo de Wilhelma i fou dut a Suècia, a un parc d'ossos polars a prop de Grönklitt.